# Die Grünstein-Variante
Die Grünstein-Variante ist der Titel eines Spielfilms des Regisseurs Bernhard Wicki, der auf Erzählungen von Ludwig Turek und dem  gleichnamigen Hörspiel von Wolfgang Kohlhaase basiert und am 13. Oktober 1984 im Filmpodium Zürich uraufgeführt wurde. Seine deutsche Erstaufführung erlebte er am 7. Dezember 1984 in der Akademie der Künste der DDR und am 19. Februar 1985 bei den Internationalen Filmfestspielen in Berlin. Der Film kam am 1. November 1985 in der DDR in die Kinos, am 2. April 1986 lief er in der Bundesrepublik erstmals im ARD-Fernsehen.

## Handlung
Der Film beginnt im Jahr 1939, kurz vor Ausbruch des Zweiten Weltkriegs. In einem Untersuchungsgefängnis in Paris treffen die drei Hauptpersonen aufeinander: Lodek, ein deutscher Seemann und begeisterter Schachspieler, ein griechischer Koch, der auf dem Weg zum ehemaligen deutschen Kaiser in seinem Exil in Doorn war, und der polnisch-jüdische Metzger Grünstein, der wegen einer Erbschaft nach Paris gereist ist. Den drei Männern wurden unter einem Vorwand ihre Pässe weggenommen, danach wurden sie als nicht identifizierbare Personen festgenommen und zur Ausweisung eingesperrt.
So sitzen sie für mehrere Wochen in ihrer Zelle, und um sich die Zeit zu vertreiben, ritzt Lodek ein Schachbrett in den Tisch, formt aus Brotstücken die Figuren und beginnt Grünstein das Schachspiel beizubringen. Der Pole hat zwar zuvor noch nie Schach gespielt, erweist sich aber als großes Talent. Bereits nach relativ kurzer Zeit gelingt es ihm, Lodek durch eine selbst entdeckte Zugfolge mit dem Springer matt zu setzen. Im Film ist hierbei ein ersticktes Matt durch einen Springer auf f2 zu sehen.
Lodek nennt diese Zugfolge die „Grünstein-Variante“. Er stellt fest, dass ein Schachspieler mit der Grünstein-Variante aus der Grundstellung ein Matt erzwingen könnte, womit das Schachspiel seinen Sinn verloren hätte.
Eines Tages wird Lodek entlassen. Als einziger der drei überlebt er den Krieg und versucht sein Leben lang, sich an die Grünstein-Variante zu erinnern, die er vergessen hat.

## Entstehungsgeschichte
Die Grünstein-Variante beruht auf einem Hörspiel von Wolfgang Kohlhaase mit dem Untertitel „Eine Geschichte in Erinnerung an Geschichten, die Ludwig Turek erzählt hat“. Obwohl es sich um eine westdeutsche Produktion handelt, wurde der Film in wesentlichen Teilen mit Unterstützung aus der DDR hergestellt: Kohlhaase stammt aus Ost-Berlin, und auch die meisten Darsteller stammten aus der DDR.

## Kritiken
„Ein Drei-Personen Stück zwischen frugalem Kammerdrama und schnurriger Stammtisch-Erzählung.“

„Melancholisch-witziges Denksport-Kunststück“

„Unglaublich spannend das Ganze – ein Wunder in unserer lauten, mit äußeren Reizen spekulierenden Filmszene.“

„Eine atmosphärisch dichte, spannende und humorvolle Parabel über die Macht des Vergessens, praktizierte Solidarität unter Extrembedingungen und die Suche nach Lebenssinn; ausgezeichnet gespielt, mit hervorragender Kameraarbeit und intelligent-prägnanten Dialogen.“

## Auszeichnungen
Bernhard Wicki erhielt das Filmband in Gold 1985 für die beste Regie sowie den Kritikerpreis des Verbandes der Film- und Fernsehschaffenden der DDR.